# Pauldopia
Pauldopia es un género monotípico de pequeños árboles perteneciente a la familia de las bignoniáceas. Su única especie: Pauldopia ghorta, es originaria Asia.

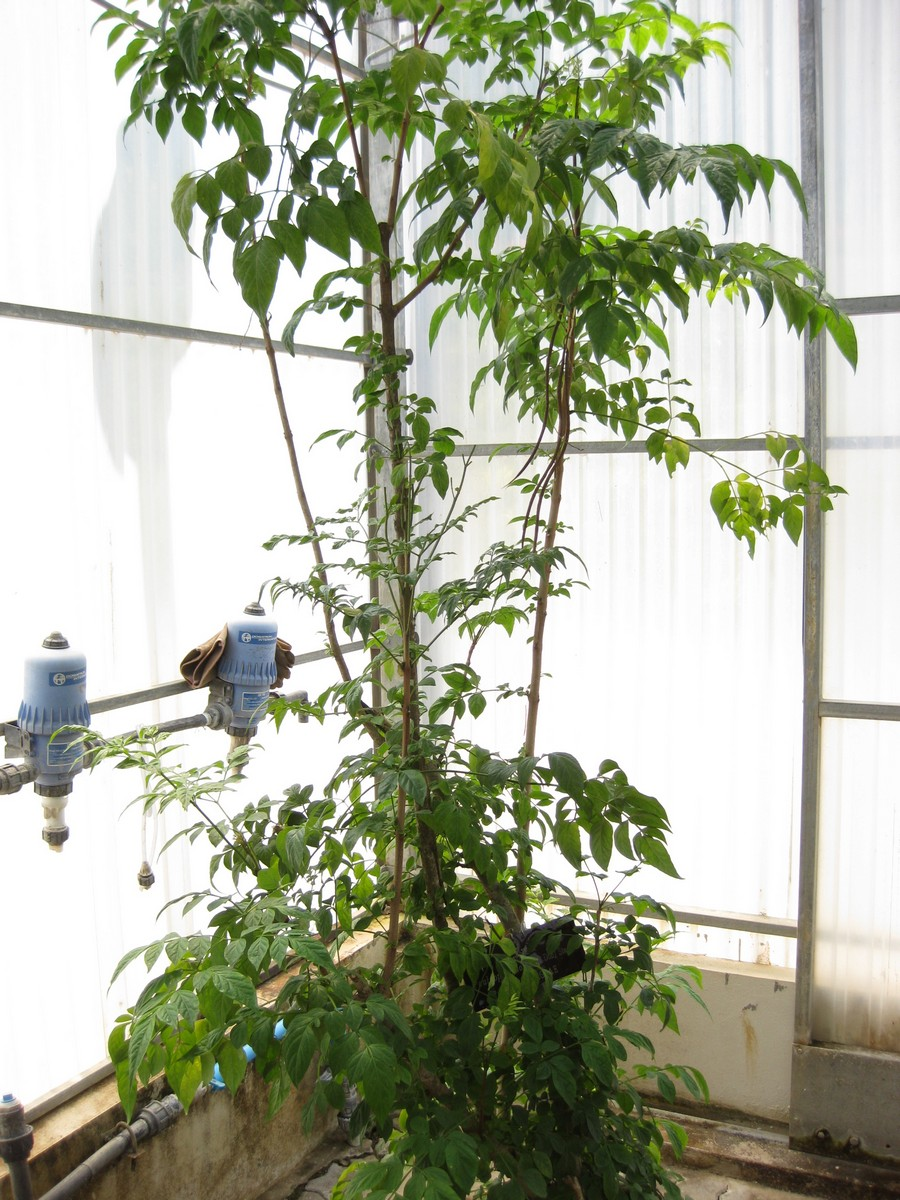
Vista de la planta

## Descripción
Son arbustos que alcanzan un tamaño de 1,5 a 2,5 m de altura. Las ramas copiosamente lenticeladas. Hojas escasamente pubescentes, de 38 cm, foliolos ovado-lanceolados, de 3-7,5 X 1.5 a 2.5 cm, cuneados en la base, margen entero, ciliado, acuminados. Las inflorescencias cimosa-paniculadas, terminales,  a veces las flores densamente agrupadas en el ápice del pedúnculo, de 8-12 cm; pedúnculo 15-20 cm. Pedicelo 1-2 cm, escasamente pubescentes. Cáliz de 1,5 cm, y menos de 1 cm de diámetro., Ápice subtruncado. Lóbulos de la corola semiredondeados, de color rojo-marrón, de 1,5 cm, tubo de color amarillo oscuro, de 3-6 cm, ligeramente curvado. Los filamentos filiformes. Cápsula  cilíndrica, de 23 X 1 cm de largo acuminados en ambos extremos; válvas finas coriáceas; con tabique membranoso. Fl. May-Jun, fr. Noviembre-diciembre.

## Distribución y hábitat
Se encuentra en los bosques perennifolios de hoja ancha, bordes de carreteras, pistas, a una altitud de (600 -) 1300-1800 metros en Yunnan, India, Laos, Birmania, Nepal, Sri Lanka, Tailandia y  Vietnam.

## Taxonomía
Pauldopia ghorta fue descrita por (Buch.-Ham. ex G.Don) Steenis y publicado en Acta Botanica Neerlandica 18: 427. 1969.
Etimología
Pauldopia: nombre genérico otorgado en honor del botánico Paul Louis Amans Dop (1876–1954).
ghorta: epíteto
Sinonimia
- Bignonia ghorta Buch.-Ham. ex G.Don
- Radermachera alata Dop
- Radermachera bipinnata (Collett & Hemsl.) Steenis ex Chatterjee
- Radermachera ghorta (Buch.-Ham. ex G.Don) Chatterjee
- Stereospermum ghorta (Buch.-Ham. ex G.Don) C.B.Clarke
- Tecoma bipinnata Collett & Hemsl.[3]